# Triaenodes atalomus
Triaenodes atalomus là một loài Trichoptera trong họ Leptoceridae. Chúng phân bố ở miền Australasia.